# Re-pop
re-pop è il secondo album del gruppo italiano RADAR, uscito il 15 novembre 2016.

## Tracce
1. Vegano no – 3:45 (Nicola Salerno)
2. Plastic People – 3:54 (Nicola Salerno, Aldo Nove)
3. Sul Vesuvio – 3:40 (Nicola Salerno, Joyello Triolo)
4. Grugy – 4:14 (Nicola Salerno)
5. Cuoca calabra – 3:46 (Nicola Salerno)
6. James Carruba – 3:23 (Nicola Salerno, Joyello Triolo)
7. I formaggi di Lanzarote – 4:23 (Nicola Salerno)
8. I Love Domotica – 3:58 (Nicola Salerno)
9. Tarma umana – 3:53 (Nicola Salerno)
10. re-pop – 3:53 (Nicola Salerno)

Durata totale: 38:49

## Formazione
- Nicola Salerno: elettronica, voce
- Gaetano Lonardi: voce
- Joyello Triolo: voce